# Achlyogeton entophytum
Achlyogeton entophytum är en svampart som beskrevs av Schenk 1859. Achlyogeton entophytum ingår i släktet Achlyogeton, ordningen Chytridiales, klassen Chytridiomycetes, divisionen pisksvampar och riket svampar.   Inga underarter finns listade i Catalogue of Life.